# Strangalia lourdesae
Strangalia lourdesae es una especie de escarabajo longicornio del género Strangalia, categorizada en la tribu Lepturini, de la subfamilia Lepturinae. Fue descrita por Nearns & Swift en 2019.

## Descripción
Mide 12,5 mm de longitud.

## Distribución
Se distribuye por Costa Rica.